# 1000-km-Rennen von Monza 1972

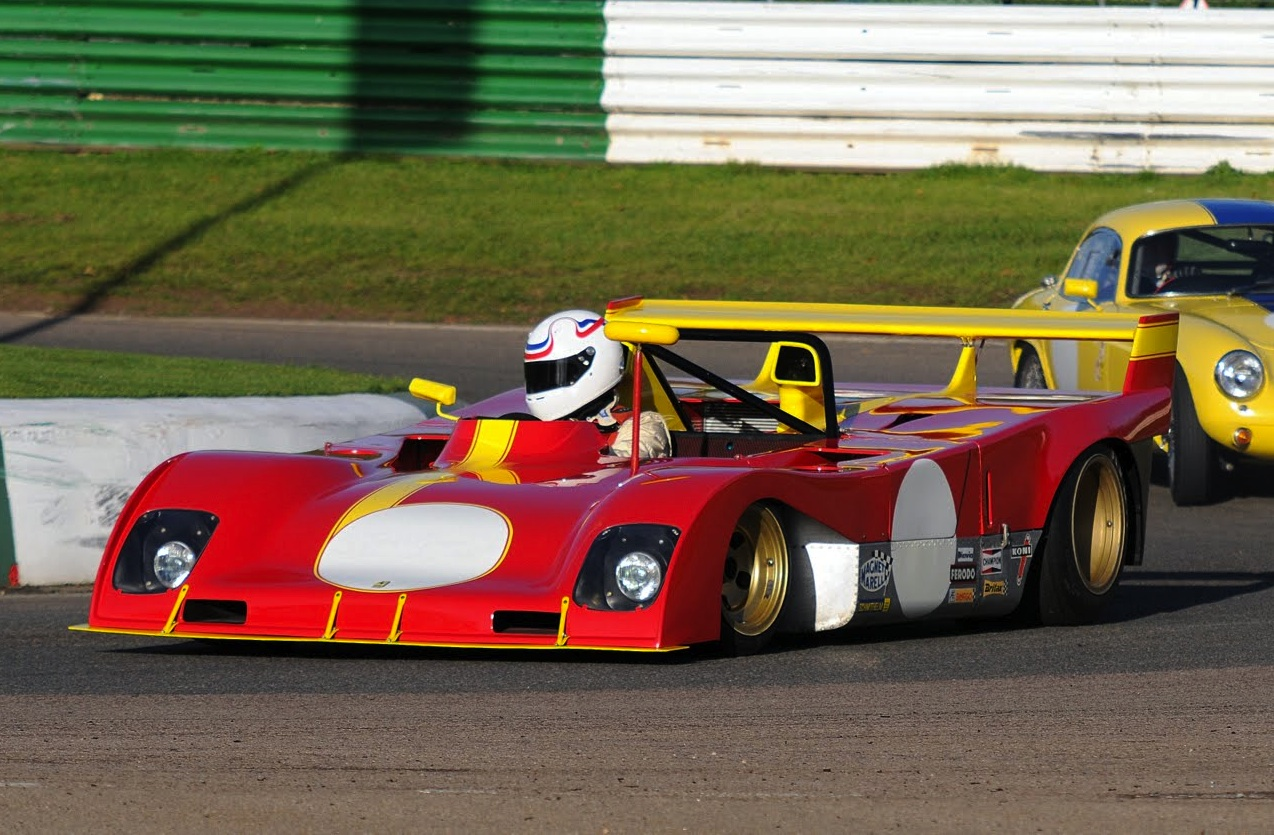
Ferrari 312PB mit dem längeren Heck für schnelle Rennstrecken

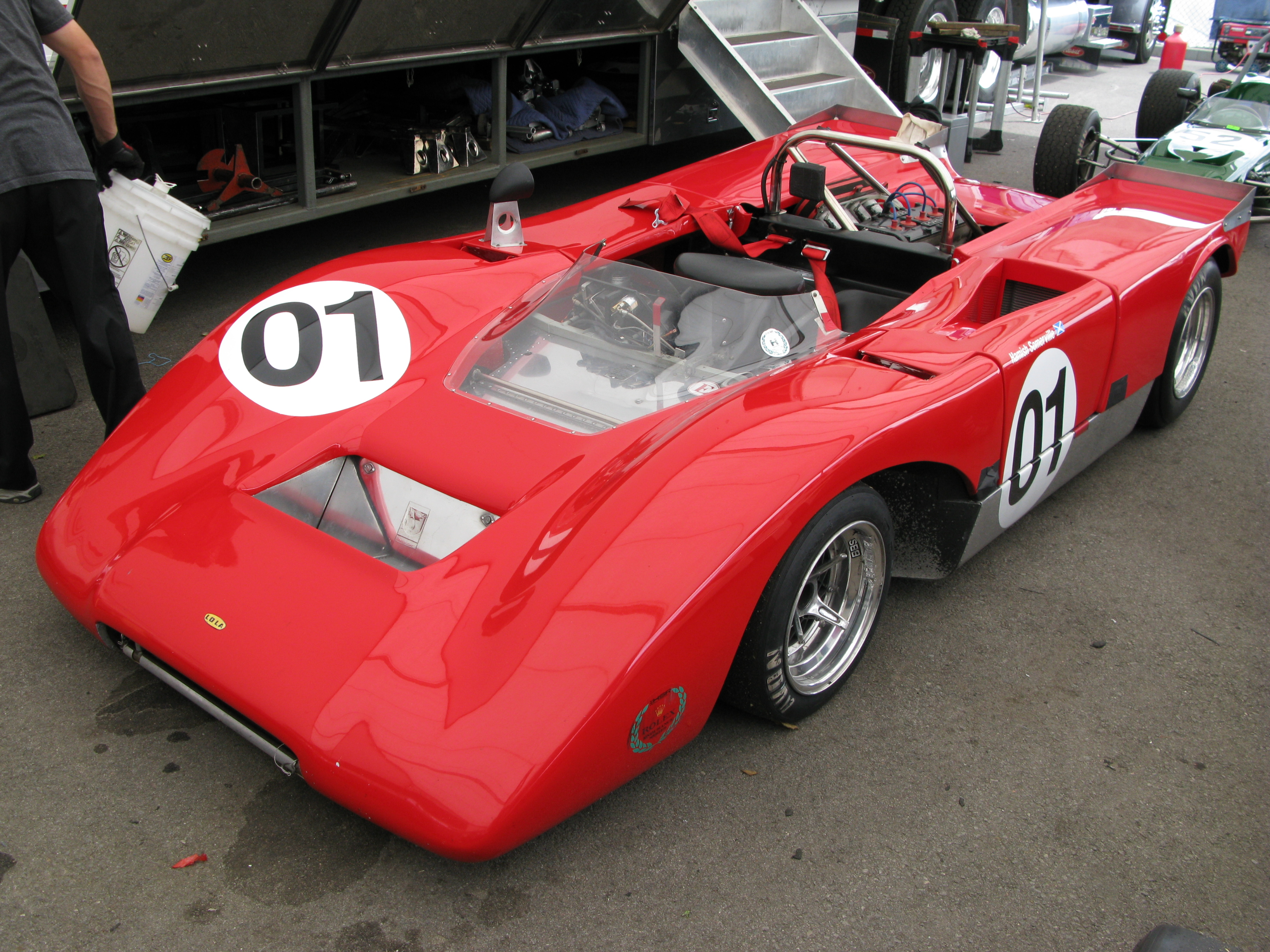
Lola T212; der T212 von Giorgio Pianta und Giorgio Schön fiel schon in der ersten Runde aus. Die Elektrik war im strömenden Regen nass geworden; durch den folgenden Kurzschluss blieb der Wagen stehen

Das elfte 1000-km-Rennen von Monza, auch 1000 km di Monza, Autodromo Nazionale di Monza, fand am 25. April 1972 auf dem Autodromo Nazionale Monza statt und war der fünfte Wertungslauf der Sportwagen-Weltmeisterschaft dieses Jahres.

## Das Rennen
Bis zum Weltmeisterschaftslauf in Monza waren 1972 bereits vier Wertungsläufe ausgefahren worden. Alle endeten mit Gesamtsiegen von Fahrzeugen der Scuderia Ferrari. Beim 1000-km-Rennen von Buenos Aires blieben Ronnie Peterson und sein australischer Teamkollege Tim Schenken erfolgreich. Danach folgten bei den Rennen in Daytona, Sebring und Brands Hatch Gesamtsiege von Jacky Ickx und Mario Andretti. In allen Fällen kamen Fahrgestelle des Rennwagentyps 312PB zum Einsatz.
Bis zum Rennen in Monza war die Werksmannschaft von Alfa Romeo der stärkste Gegner der Scuderia. In Monza verzichtete die Teamführung von Autodelta jedoch auf ein Antreten. Das gesamte Wochenende war von widrigen Wetterbedingungen geprägt. Bereits das Qualifikationstraining fand unter starkem Regen statt; mit erheblichen Folgen für die Startaufstellung. Der Veranstalter hatte in der Sorge, dass langsame Fahrzeuge auf der Rennstrecke für die schnellen 3-Liter-Sportwagen zur fahrenden Schikane werden könnten und daher eine Qualifikationshürde eingebaut. Um am Rennen teilnehmen zu können, musste man innerhalb einer 20-Sekunden-Distanz zur Pole-Position-Zeit bleiben. Da Ronnie Peterson seine schnellste Runde in einer Zeit von 1.24,750 Minuten noch auf trockener Piste erzielte, wurde diese Hürde für viele erst im Regen ins Training gehende Teams unüberwindlich. Peterson erreichte einen Schnitt von 244,248 km/h und war dabei wesentlich schneller als die schnellsten Formel-1-Fahrzeuge beim Großen Preis von Italien im Herbst 1972. Allerdings mussten die Formel-1-Monoposti zwei neue eingerichtete Schikanen passieren, wodurch die Rundenzeiten und Durchschnittsgeschwindigkeiten erheblich reduziert wurden. Jacky Ickx im Formel-1-Ferrari 312B2 erzielte eine Zeit von 1.35.650 Minuten, was einem Schnitt von 217,355 km/h entsprach.
Auch das Rennen am Samstag war vom Regen stark beeinflusst. Drei Fahrzeuge – darunter der Scuderia-Filipinetti-Lola T290 – fielen in der Anfangsphase aus, weil Feuchtigkeit in die Elektrik eingedrungen war. Mehr als ein halbes Dutzend Wagen fiel durch Unfälle aus. Nur sechs Teams kamen in die Wertung. Jacky Ickx feiert seinen vierten Weltmeisterschaftssieg in Folge; diesmal war Clay Regazzoni sein Teamkollege. Zweite wurden mit vier Runden Rückstand Reinhold Joest und Gerhard Schüler auf einem Porsche 908/03.

## Ergebnisse

### Schlussklassement
| 1                  | S 3.0    | 1  | Spa Ferrari SEFAC      | Jacky Ickx Clay Regazzoni                                        | Ferrari 312PB            | 174 |
| 2                  | S 3.0    | 7  | Reinhold Joest         | Reinhold Joest Gerhard Schüler                                   | Porsche 908/03           | 170 |
| 3                  | S 3.0    | 2  | Spa Ferrari SEFAC      | Ronnie Peterson Tim Schenken                                     | Ferrari 312PB            | 165 |
| 4                  | S 2.0    | 35 | Wicky Racing Team      | Peter Mattli Hervé Bayard                                        | Porsche 907              | 153 |
| 5                  | GT + 2.0 | 44 | Valtellina Racing      | Ugo Locatelli Gianfranco Palazzoli                               | De Tomaso Pantera        | 147 |
| 6                  | S 1.6    | 39 | Eris Tondelli          | Eris Tondelli Mauro Formento                                     | Tondelli BT              | 129 |
| Ausgefallen        |          |    |                        |                                                                  |                          |     |
| 7                  | GT + 2.0 | 43 | Scuderia Brescia Corse | Mario Casoni Vincenzo Cazzago                                    | De Tomaso Pantera        | 122 |
| 8                  | S 1.6    | 37 | Citta dei Mille        | Gianfranco Palazzoli Piero Botalla                               | Abarth 1600 Sport        | 58  |
| 9                  | GT + 2.0 | 41 | Herbert Müller         | Herbert Müller Giancarlo Gagliardi                               | De Tomaso Pantera        | 44  |
| 10                 | S 3.0    | 3  | Spa Ferrari SEFAC      | Brian Redman Arturo Merzario                                     | Ferrari 312PB            | 32  |
| 11                 | S 2.0    | 16 | Michel Dupont          | Michel Dupont Fabrizio Noe                                       | Chevron B19              | 32  |
| 12                 | S 2.0    | 23 | Leandro Terra          | Pietro Lo Piccolo Leandro Terra                                  | Ferrari Dino 206S Spyder | 25  |
| 13                 | S 3.0    | 4  | Ecurie Bonnier         | Gérard Larrousse Hughes de Fierlant                              | Lola T280                | 16  |
| 14                 | S 2.0    | 14 | Scuderia Brescia Corse | Carlo Facetti Marsilio Pasotti                                   | Abarth Osella SE-021     | 13  |
| 15                 | S 2.0    | 18 | Gabriele Serblin       | Gabriele Serblin Jacopo Trivellato                               | Chevron B19              | 6   |
| 16                 | S 2.0    | 26 | Giorgio Danieli        | Giorgio Danieli Giuseppe Rossi                                   | Lola T290                | 5   |
| 17                 | S 3.0    | 5  | Ecurie Bonnier         | Reine Wisell Joakim Bonnier                                      | Lola T280                | 4   |
| 18                 | S 2.0    | 29 | Giorgio Pianta         | Giorgio Pianta Giorgio Schön                                     | Lola T212                | 1   |
| 19                 | S 2.0    | 31 | Scuderia Filipinetti   | Jean-Jacques Cochet Gérard Pillon                                | Lola T290                | 1   |
| 20                 | S 2.0    | 19 | Squadra Tartaruga      | Walter Frey Peter Ettmüller                                      | Chevron B19/21           | 1   |
| Nicht gestartet    |          |    |                        |                                                                  |                          |     |
| 21                 | S 3.0    | 6  | Scuderia Brescia Corse | Giacomo Moioli Ennio Bonomelli Walter Dona                       | Porsche 908/02           | 1   |
| 22                 | S 3.0    | 8  | Bosch Racing Team      | Otto Stuppacher Helmut Marko                                     | Porsche 908/02           | 2   |
| 23                 | S 2.0    | 22 | Scuderia Brescia Corse | Mario Ilotte Angelo Mola Franco Berruto Marsilio Pasotti "Ipack" | Abarth 2000              | 3   |
| Nicht qualifiziert |          |    |                        |                                                                  |                          |     |
| 24                 | S 3.0    | 9  | Wicky Racing Team      | Walter Brun André Wicky                                          | Porsche 908/02           | 4   |
| 25                 | S 3.0    | 11 | Bernd Becker           | Bernd Becker Karl-Heinz Tibor Elmar Clever                       | Porsche 910              | 5   |
| 26                 | S 2.0    | 15 | Luciano Roiatti        | Luciano Roiatti Renzo Cattelan                                   | Abarth Osella SE-021     | 6   |
| 27                 | S 2.0    | 21 | Luciano Rassega        | Alceste Bodini                                                   | Chevron B19              | 7   |
| 28                 | S 2.0    | 36 | Vittorio Mascari       | Vittorio Mascari Eugenio Tinghi                                  | Porsche 906              | 8   |
| 29                 | S 1.6    | 38 | Monzeglio              | Maurizio Zanetti Luigi Pozzo                                     | Lola T212                | 9   |
| 30                 | GT + 2.0 | 42 | Escuderia Montjuich    | José Juncadella Fernando Baviera                                 | De Tomaso Pantera        | 10  |
| 31                 | GT + 2.0 | 45 | Luigi Rinaldi          | Spartaco Dini Maurizio Micangeli                                 | Ferrari 365 GTB/4        | 11  |
| 32                 | GT + 2.0 | 46 | Gelo Racing Team       | Georg Loos Franz Pesch                                           | Porsche 911S             | 12  |
| 33                 | GT + 2.0 | 48 | Kuberol Racing         | Roland Larsson Bengt Ekberg Kurt Simonsen                        | Porsche 911S             | 13  |
| 34                 | GT + 2.0 | 49 | Ennio Bonomelli        | Ennio Bonomelli Pino Pica                                        | Porsche 911S             | 14  |
| 35                 | GT + 2.0 | 51 | Scuderia Brescia Corse | Guido Fossati Piero Monticone                                    | Porsche 911S             | 15  |
| 36                 | GT + 2.0 | 52 | Peter Kersten          | Clemens Schickentanz Willi Kauhsen                               | Porsche 911S             | 16  |
| 37                 | GT + 2.0 | 53 | Porsche Club Romand    | Paul Keller Claude Haldi Gerard Darton Merlin                    | Porsche 911S             | 17  |
| 38                 | GT + 2.0 | 54 | Porsche Club Romand    | Claude Haldi Bernard Chenevière                                  | Porsche 911S             | 18  |
| 39                 | GT + 2.0 | 55 | Liqui-Moly             | Eberhard Sindel Klaus Rang                                       | Porsche 911S             | 19  |
| 40                 | GT + 2.0 | 56 | Kremer Porsche Racing  | Erwin Kremer John Fitzpatrick                                    | Porsche 911S             | 20  |
| 41                 | GT + 2.0 | 57 | Nettuno                | Sergio Mingotti Sergio Demetrio                                  | Porsche 911S             | 21  |
| 42                 | GT 2.0   | 62 | Kuberol Racing         | Bengt Ekberg Roland Larsson Dick Biström                         | Porsche 911              | 22  |
| 43                 | GT 2.0   | 64 | Scuderia Brescia Corse | Piero Monticone Guido Fossati                                    | Porsche 914/6            | 23  |

1Zylinderschaden im Training
2Motorschaden im Training
3Aufhängungsschaden
4nicht qualifiziert
5nicht qualifiziert
6nicht qualifiziert
7nicht qualifiziert
8nicht qualifiziert
9nicht qualifiziert
10nicht qualifiziert
11nicht qualifiziert
12nicht qualifiziert
13nicht qualifiziert
14nicht qualifiziert
15nicht qualifiziert
16nicht qualifiziert
17nicht qualifiziert
18nicht qualifiziert
19nicht qualifiziert
20nicht qualifiziert
21nicht qualifiziert
22nicht qualifiziert
23nicht qualifiziert

### Nur in der Meldeliste
Hier finden sich Teams, Fahrer und Fahrzeuge, die ursprünglich für das Rennen gemeldet waren, aber aus den unterschiedlichsten Gründen daran nicht teilnahmen.
| Pos. | Klasse   | Nr. | Team                   | Fahrer                                   | Chassis      |
| ---- | -------- | --- | ---------------------- | ---------------------------------------- | ------------ |
| 44   | S 3.0    | 10  | Sant Paul              | Pino Pica Giuseppe Marotta               | Porsche 910  |
| 45   | S 2.0    | 24  | Serge Aziosmanof       | Lionel Noghés Alain Finkelstein          | Grac MT16    |
| 46   | S 2.0    | 25  | Serge Aziosmanof       | Robert Cyprien Francois Guerre-Berthelot | Grac MT16    |
| 47   | S 2.0    | 27  | Alfredo Faraoni        | Alfredo Faraoni Guido Leso               | Lola T212    |
| 48   | S 2.0    | 28  | Jolly Club             | Paolo de Leonibus Peter Marron           | Lola T212    |
| 49   | S 2.0    | 32  | Scuderia Brescia Corse | Antonio Zadra Giovanni Pierobon          | Lola T290    |
| 50   | S 2.0    | 33  | Jolly Club Switzerland | Antonio Nicodemi Silvio Moser            | Lola T212    |
| 51   | S 2.0    | 34  | Momo Racing            | Giampiero Moretti Corrado Manfredini     | Momo-Abarth  |
| 52   | GT + 2.0 | 58  | Florian Vetsch         | Florian Vetsch Jean Selz                 | Porsche 911S |
| 53   | GT 2.0   | 61  | Gianfranco Ricci       | Gianfranco Ricci Dante Gargan            | Opel GT      |
| 54   | GT 2.0   | 63  | Horst Klauke           | Horst Klauke Helmut Gall                 | Porsche 911  |

### Klassensieger
| Klasse   | Fahrer                  | Fahrer         | Fahrzeug      | Platzierung im Gesamtklassement |
| -------- | ----------------------- | -------------- | ------------- | ------------------------------- |
| S 3.0    | Jacky Ickx              | Clay Regazzoni | Ferrari 312PB | Gesamtsieg                      |
| S 2.0    | Peter Mattli            | Hervé Bayard   | Porsche 907   | Rang 4                          |
| S 1.6    | Eris Tondelli           | Mauro Formento | Tondelli BT   | Rang 6                          |
| GT + 2.0 | kein Teilnehmer im Ziel |                |               |                                 |
| GT 2.0   | kein Teilnehmer im Ziel |                |               |                                 |

### Renndaten
- Gemeldet: 54
- Gestartet: 19
- Gewertet: 6
- Rennklassen: 5
- Zuschauer: 100.000
- Wetter am Renntag: Regen
- Streckenlänge: 5,750 km
- Fahrzeit des Siegerteams: 5:52:05,600 Stunden
- Gesamtrunden des Siegerteams: 174
- Gesamtdistanz des Siegerteams: 1000,500 km
- Siegerschnitt: 170,695 km/h
- Pole Position: Ronnie Peterson - Ferrari 312PB (#2) - 1.24.750 - 244,248 km/h
- Schnellste Rennrunde: Ronnie Peterson - Ferrari 312PB (#2) - 1.46.100 - 195,099 km/h
- Rennserie: 5. Lauf zur Sportwagen-Weltmeisterschaft 1972